# Ymer (lotsbåt)
Lotsbåten Ymer är en klinkbyggd tjänstebåt, som byggdes 1934 på Östhammar båtvarv i Östhammar för Bönans lotsstation. Åren 1948-49 byggdes fartyget om och fick en inbyggd styrhytt och ny råoljemotor.
Han är k-märkt.